# Olov Svedelid
Olov Svedelid est un auteur suédois né à Stockholm le 26 août 1932 et décédé à Stocksund le 22 septembre 2008, surtout connu pour ses romans policiers.

## Biographie
Après avoir exercé divers petits métiers, puis le journalisme pendant de nombreuses années, il décide de se consacrer uniquement à l'écriture. Auteur prolifique, il publie entre 1964 et 2008 plus de deux cents récits. Au gré de cette vaste production, il aborde les genres les plus divers : roman psychologique, roman social, roman historique, littérature d'enfance et de jeunesse.
Il est toutefois mieux connu, en Suède comme ailleurs, pour ses romans policiers. Le premier, qu'il publie en 1964, a pour héros le reporter et détective amateur Ralf Krook. Après quelques aventures, Svedelid abandonne ce personnage pour créer l'inspecteur Roland Hassel, un officier de police de Stockholm qui enquête avec ses collègues dans une vingtaine de récits de procédure policière où est décrite avec acuité une société suédoise aux prises avec une criminalité de plus en plus violente et gangrenée par la mafia. Plusieurs des aventures de ce héros ont été adaptées par la télévision suédoise.
Svedelid, en collaboration avec Leif Silbersky, Olv Svedelid a également consacré la série policière une série de whodunits au vieil avocat Samuel Rosenbaum. Il a aussi écrit des scénarios pour la télévision.
Il est lauréat du prix du meilleur roman policier suédois en 1987 pour Barnarov.

## Œuvre

### Romans

#### SérieRalf Krook
- Döden tystar mun (1964)
- En säljare är död (1967)
- Samtal från en död (1970)
- Skål för döden (1971) Publié en français sous le titre À la santé du mort, Paris, Librairie des Champs-Élysées, Le Masque no 1354, 1974
- Döden fyller hundra (1972)

#### SérieRoland Hassel
- Anmäld försvunnen (1972)
- Svarta banken (1973)
- Beskyddarna (1974) Publié en français sous le titre Les Protecteurs, Paris, Librairie des Champs-Élysées, Le Masque no 1525, 1978
- Vapenhandlarna (1975)
- Guds rötter (1975)
- Slavhandlarna (1979)
- Säkra papper (1980)
- Glitter (1981)
- Terrorns finger (1982)
- Botgörarna (1983)
- Offren (1984)
- Barnarov (1987)
- Gengångarna (1988)
- De giriga (1989)
- Facklorna (1990)
- Utpressarna (1991)
- Plundrarna (1992)
- Förgörarna (1993)
- Förfalskarna (1994)
- Piraterna (1995)
- Dödens medicin (1996)
- Domens dag (1998)
- Dödens budbärare (1999)
- Rovriddarna (1999), court roman
- Hassel och jakten på lilla Mona (2001)
- Nödens handelsmän (2002)
- Främlingarna (2003)
- Hassel och Osiris hämnd (2003)
- Död i ruta ett (2004)

#### SérieSamuel Rosenbaumen collaboration avec Leif Silbersky
- Sista vittnet (1977)
- Straffspark (1978)
- Bländverk (1979)
- Målbrott (1980)
- Dödens barn (1981)
- Dina dagar är räknade (1982)
- Ont blod (1983)
- Villfarelsen (1984)
- Villebrådet (1985)
- Bilden av ett mord (1986)
- Narrspel (1988)
- Sprängstoff (1989)
- En röst för döden (1990)
- Döden tar inga mutor (1992)
- Svart är dödens färg (1993)
- Skrivet i blod (1994)
- Den stora tystnaden (1995)
- Gå i döden (1996)
- Mördaren har inga vänner (1998)
- Den sista lögnen (2000)
- Upplösningen (2002)
- Hämnden är aldrig rättvis (2006)

#### SérieBetongrosorna
- Betongrosorna och de falska nycklarna (1977)
- Betongrosorna och centrumligan (1978)
- Betongrosorna och bränderna (1979)
- Betongrosorna och damen som försvann (1981)
- Betongrosorna och den stora stölden (1982)
- Betongrosorna och postrånet (1983)
- Betongrosorna och hotelsebreven (1986)
- Betongrosorna och bedragaren (1988)
- Betongrosorna och det hemliga märket (1992)
- Betongrosorna och de falska sedlarna (1994)

#### Roman signé Martin Frost
- Farval Mr. President (1973)

#### Autres publications
- Mord bäste broder (1974)
- Gullmans (1975)
- Anbud från döden (1975)
- Döden skriver brev (1976)
- Lurad (1977)
- En människa försvinner (1977)
- Concept på villovägar (1977)
- Jag kommer och hämtar dig (1977)
- En man i huset (1978)
- Striden vid ringmuren (1978)
- Kejsarbrevet (1979)
- Mor är ingen häxa (1979)
- Sommaren med pappa (1980)
- Gift med en skugga (1981)
- Den gyllene kedjan (1981)
- Hemligheten (1981)
- Historia (1981)
- Återtåget (1981)
- Bränn borgarna (1982)
- Fripassageraren (1983)
- Slottet brinner (1984)
- Schahens miljarder (1985)
- Jagad! (1986)
- En Dufva i Stockholm (1986)
- Störta tyrannen (1988)
- Svik oss inte (1989)
- 24 timmar (1990)
- Köp rosor (1990)
- Idrotten blev mitt liv (1991)
- Priset för ett liv (1991)
- Skjut kungen (1991)
- Inte ska du gå arbetslös (1992)
- Och tiden den stod stilla (1992)
- Världen som var Kungsholmen (1993)
- Bära eller brista (1993)
- Öden på hotell (1994)
- Den onda makten (1995)
- Vinnarna (1995)
- Det sjunde sinnet (1996)
- Giftiga karameller (1997)
- För nöjes skull (1998)
- De mystiska grannarna (1998)
- Bosse i storskogen (1998)
- Schysta killar (1998)
- Uppror (1999)
- En Humbla på haven (1999)
- Men bräcklig är lyckan (1999)
- Reseliv (2000)
- Mitt namn är Eduard Braun Hitler (2000)
- Catarina och kärlekens pris (2000)
- Viskningar och skrik (2000)
- Alla är vi invandrare eller utvandrare (2000)
- Pappa är livrädd (2000)
- Catarina och tsaren (2001)
- Strömkantring (2001)
- Branden (2001)
- Stormen (2002)
- Catarina i slavarnas rike (2002)
- Max Mikkel och slottets hemlighet (2002)
- Berättelsen om Catarina (2003)
- Catarina i nya världen (2003)
- Ön (2003)
- Catarina - En okuvlig kvinna (2004)
- Catarina och silvervägen (2004)
- Max Mikkel och de döda fåglarna (2004)
- Mannen med två ansikten (2004)
- H.C. Andersen och djävulens advokat (2005)
- Kungens spion (2005)
- Greta Garbo och den döde mexikanen (2007)
- Riden av maran, besatt av demoner, helad av änglar (2008)
- Älskade Stockholm (2009), publication posthume

## Sources
- Jacques Baudou et Jean-Jacques Schleret, Le Vrai Visage du Masque, vol. 1, Paris, Futuropolis, 1984, 476 p. (OCLC 311506692), p. 422-423.
- Claude Mesplède (dir.), Dictionnaire des littératures policières, vol. 2 : J - Z, Nantes, Joseph K, coll. « Temps noir », 2007, 1086 p. (ISBN 978-2-910-68645-1, OCLC 315873361), p. 845.